# Tidmätning
| Tidmätning |
| --- |
| Timglas i Rystad kyrka. - Betydelse – mätning av tid - Hjälpmedel – almanacka, kalender, kronometer, solur, ur - Relaterat begrepp – tidmätningens historia |

Tidmätning – mätning av tid – sker vanligen med olika typer av ur. Man kan även lista tidens förlopp med hjälp av kalendrar och almanackor.

## Att mäta tid
Att mäta tid handlar om att mäta upp antalet perioder i ett cykliskt förlopp, mellan inledningen av ett skeende och dess slut. Denna uppmätning kan vara mer eller mindre noggrann, beroende på hur välkänd cykelns tidsåtgång är och hur noga man kan avgränsa start- och slutpunkterna. Cykliska förlopp kan här vara omloppen för himlakroppar, ett pendelurs svängningar, hur perioden för elektrisk svängningskrets i ett oscilloskop kan definieras och mikrovågor hos en cesiumatom.
Mänskligheten har uppfunnit ett otal olika kalendrar för att hålla reda på dagarnas, veckornas, månadernas och årens gång. 
Tid kan mätas, liksom andra fysikaliska dimensioner. SI-enheten för tid är sekund, utifrån vilken längre enheter är definierade som minut, kvart, timme, dag, vecka, månad, år, decennium, sekel, millennium.
Tiden går också att mäta åt andra hållet, med enheterna decisekund, centisekund, millisekund och så vidare. Dessa kallas oftast tiondels sekund, hundradels sekund med mera, och därför är begreppen relativt okända.
1 sekund definieras i Internationella måttenhetssystemet som tiden för 9 192 631 770 perioder av den strålning som motsvarar en övergång mellan två energinivåer i grundtillståndet av isotopen cesium-133.
Det används flera olika kontinuerliga tidsskalor: Universell tid, Internationell atomtid (TAI; basen för andra tidsskalor), Koordinerad universell tid (UTC; standard för vardaglig tid), jordtid (TT) med mera.

## Mätinstrument
En mätanordning för tid kallas klocka eller ur. En noggrann klocka kallas kronometer. Den allra noggrannaste klockan är ett så kallat atomur, och atomuret NIST 7 har en felmarginal på 1 sekunder per 3 miljoner år. Tillverkning av tidmätare kallas gnomonik.
De äldsta mätanordningarna var gnomon och vattenur, som man räknar med har funnits i enklare former redan för över 4 000 år sedan. Solur utvecklades ur gnomonen. Principen för timglas torde ha varit känd sedan länge, men det är först på medeltiden som bevis finns för att de verkligen användes. Pendelur, kvartsur, armbandsur, fickur, väckarur är modernare mekaniska varianter.